# Barichneumon castoldii
Barichneumon castoldii là một loài tò vò trong họ Ichneumonidae.